# Bataille de Canton (mars 1841)
Ne doit pas être confondu avec Première bataille de Canton (1856).
Notes
1Le commandant chinois officiel était Yishan, en remplacement de Qishan, mais il n'avait pas encore atteint Canton au moment de la bataille.
Première guerre de l'opium
Batailles
m
- Kowloon
- Chuanbi (1re)
- Chusan (1re)
- Barrière
- Chuanbi (2e)
- Bogue
- Première barre
- Whampoa
- Broadway
- Canton (1re)
- Canton (2e)
- Sanyuanli
- Amoy
- Chusan (2e)
- Chinhai
- Ningpo
- Tzeki
- Chapu
- Woosung
- Chinkiang
- Nerbudda

La première bataille de Canton (第一次广州之战, First Battle of Canton) de la première guerre de l'opium, est une opération militaire britannique qui résulte en la prise de contrôle des Treize comptoirs (en) occidentaux de Canton le 18 mars 1841 et de la reprise du commerce entre les Britanniques et les Chinois trois jours plus tard.
Les Britanniques ne rencontrent presque aucune résistance lors de cette opération d'une journée en raison de dissension dans la hiérarchie chinoise, le commissaire impérial Qishan ayant été démis de ses fonctions par l'empereur Daoguang le 13 mars à la suite de sa signature de la convention de Chuanbi en janvier, et son remplaçant Yishan n'étant pas encore arrivé à Canton. Celui-ci arrivera deux mois plus tard à la tête d'une armée de 17 000 hommes et affrontera les Britanniques lors d'une seconde bataille de Canton.

## Contexte
Depuis le déclenchement de la première guerre de l'opium, le corps expéditionnaire britannique, sous le commandement du plénipotentiaire Charles Elliot, a remporté plusieurs victoires sur les forces navales et défensives chinoises et s'est frayé un chemin à travers la rivière des Perles jusqu'à la ville de Canton. À la suite de la convention de Chuanbi de janvier 1841, qui entre autres clauses avait cédé l'île de Hong Kong au Royaume-Uni, l'empereur chinois Daoguang, furieux, limoge le commissaire impérial Qishan le 13 mars et le remplace par son neveu Yishan qui gagne le titre de « Général-pacificateur des rebelles ». Il est assisté de Lungwan et du général Yang Fang (en) comme attachés ministériels et est chargé de la défense de Canton face aux Britanniques qui approchent.

## Bataille
Le 18 mars 1841, une unité navale britannique atteint les Treize comptoirs (en) et en prend possession le jour même en brisant la résistance des militaires Qing. Yishan se trouve encore à l'extérieur du Guangdong et en route pour Canton à ce moment-là. Quant à Yang Fang, présent sur place depuis le mois de février, il n'avait fait aucun effort ni aucun plan pour une contre-offensive. Au moment de la bataille, 90 % des habitants avaient déjà quitté la ville selon les ordres de l'armée Qing.

## Conséquences
Après l'occupation de la zone des comptoirs, qui était abandonnée par les Européens depuis le début de la guerre, Charles Elliot se tourne vers Yang Fang et lui demande d'autoriser la reprise du commerce de Canton, ou sinon les troupes britanniques resteraient en permanence dans la ville. Malgré les ordres contraires de l'empereur, Yang Fang autorise de nouveau le commerce le 21 mars 1841.
Dans ses rapports à l'empereur, il parle faussement de l'épisode comme d'un succès militaire et politique. Il est cependant relevé de son titre après la bataille, mais est laissé à Canton en probation. L'empereur Daoguang s'attend à ce que Yishan, à qui une armée conséquente avait été affecté, chasse les Britanniques du Guangdong à son arrivée.